# António Vitalino Fernandes Dantas

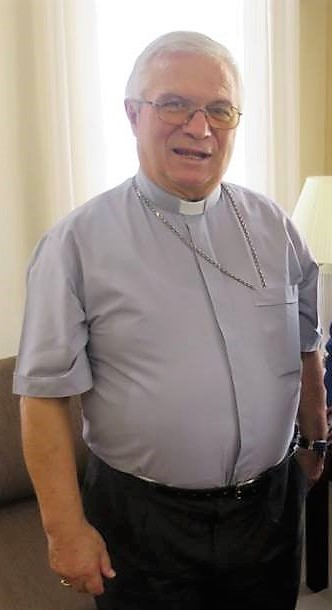
António Vitalino Fernandes Dantas (2016)

António Vitalino Fernandes Dantas OCarm (* 3. November 1941 in Barros, Portugal) ist ein portugiesischer Ordensgeistlicher und emeritierter römisch-katholischer Bischof von Beja.

## Leben
António Vitalino Fernandes Dantas trat der Ordensgemeinschaft der Karmeliten bei und empfing am 3. August 1968 das Sakrament der Priesterweihe.
Am 3. Juli 1996 ernannte ihn Papst Johannes Paul II. zum Titularbischof von Tlos und bestellte ihn zum Weihbischof in Lissabon. Der Patriarch von Lissabon, António Kardinal Ribeiro, spendete ihm am 29. September desselben Jahres die Bischofsweihe; Mitkonsekratoren waren der Erzbischof von Braga, Eurico Dias Nogueira, und der Bischof von Coimbra, João Alves. Am 25. Januar 1999 bestellte ihn Johannes Paul II. zum Bischof von Beja.
Papst Franziskus nahm am 3. November 2016 seinen altersbedingten Rücktritt an.